# Jonas Carlsson Dryander
Jonas Carlsson Dryander (Göteborg, 5 de març del 1748 – 19 d'octubre del 1810) fou un botànic suec.
Dryander fou alumne de Carl von Linné a la Universitat d'Uppsala. El 10 de juliol del 1777 va arribar a Londres. Va ser botànic/bibliotecari de Sir Joseph Banks des del 1782 (després de la mort de Daniel Solander), bibliotecari de la Royal Society i vicepresident de la Societat Linneana de Londres.
Les obres de Dryander inclouen el Catalogus bibliothecae historico-naturalis Joseph Banksi (1796-1800).